# Kim Richards
Kim Richards   (Mineola, 19 de setembre de 1964) Kimberly "Kim" Richards és una actriu estatunidenca. És una exactriu infantil, i actualment és una personalitat televisiva en la sèrie The Real Housewives of Beverly Hills.

## Biografia
Kim Richards va néixer a Mineola (Nova York) el 19 de setembre de 1964. El seu pare era Kenneth I. Richards (1935–1998) i la seva mare, Sharon Kathleen Dugan (1938–2002). Es van separar el 1972 i la seva mare, més tard, es va tornar a casar. Les seves germanes són les actrius Kathy Hilton (nascuda el 1959) i Kyle Richards (nascuda el 1969). Es va graduar a l'Imperial High School, a Imperial, (Califòrnia) el 1983. Nicky i Paris Hilton són les seves nebodes, filles de la seva germanastra, Kathy. Té ascendència gal·lesa i irlandesa.
La seva carrera va començar durant la seva infància a principis dels anys 70. De 1970 a 1971, va interpretar Prudence Everett en la sèrie de televisió Nanny i el professor, amb Juliet Mills, Richard Long, David Doremus i Trent Lehman com a coprotagonistes. També va protagonitzar diverses pel·lícules de Disney, incloent-hi Escape to Witch Mountain, No Deposit, No Return i Return from Witch Mountain. Va protagonitzar un episodi de Little House on the Prairie com a Olga Nordstrom, l'amiga de Laura Ingalls, amb una cama més curta que l'altra.
El 1974 i 1976, va aparèixer en les pel·lícules de Disney Whiz Kid Capers (The Whiz Kid and the Mystery at Riverton i The Whiz Kid and the Carnival Caper), dos telefilms que es van estrenar com a part de l'antologia de les sèries The Wonderful World of Disney. El 1977, ella i la seva germana Kyle van aparèixer com a filles de James Brolin en L'assassí invisible. El 1978, es va tornar a unir a Ike Eisenmann per fer un telefilm, Devil Dog: The Hound of Hell. En la pel·lícula de John Carpenter Assalt a la comissaria del districte 13, va interpretar una nena que va ser brutalment assassinada quan un membre d'una banda li va disparar al pit. Més tard, va protagonitzar una sèrie de curta durada, Hello, Larry i va aparèixer com a convidada en nombrosos episodis de populars sèries de televisió estatunidenques, incloent-hi Diff'rent Strokes, Alice, Fantasy Island, The Love Boat, Xips, Magnum, P. I., James at 16, Els Dukes de Hazzard i The Rockford Files. Com a jove adulta, va aparèixer en les pel·lícules Meatballs Part II, Tuff Turf i Escape. A més, també va coproduir Escape al costat del seu llavors marit G. Monty Brinson. Després de 1990, es va mig jubilar.
El 2006, va aparèixer com a personatge secundari, com la distant mare de Christina Ricci en El lament de la serp negra. Va fer un cameo el 2009 en Race to Witch Mountain, interpretant una cambrera anomenada "Tina", petita variació del personatge "Tia" que havia interpretat en les pel·lícules de 1975 i 1978. Des d'octubre de 2010, és part de l'elenc principal de The Real Housewives of Beverly Hills, al costat de la seva germana Kyle.

## Vida personal
El juliol de 1985, es va casar amb l'hereu de la franquícia de supermercats G. Monty Brinson, que és ara un jugador de pòquer professional. Van tenir una filla, Brooke Brinson, nascuda al febrer de 1986. La parella es va divorciar el 1988, i va compartir la custòdia de Brooke.
El seu segon marit era l'hereu del petroli Gregg Davis, fill del magnat del petroli i inspiració de Dinastia, Marvin Davis i la filantropista Barbara Davis. La parella va tenir dos fills: una filla, Whitney, i un fill, Chad Davis, però es van divorciar el 1991.
Richards va sortir amb el venedor de matèries primeres John J. Collett. Va ser una figura central en una gran estafa, involucrant vuit mil inversors ancians i gairebé 150 milions de dòlars en pèrdues. El 28 d'octubre de 1991, va ser mort per un assassí a sou. Els dos estaven parlant pel telèfon quan va tenir lloc l'assassinat. Això va tenir un profund impacte en Richards, que es va obrir i en va parlar en un episodi de The Real Housewives of Beverly Hills. A més, Janis Collett, la mare de John, més tard va dir: "L'assassinat de John ha estat una devastadora tragèdia, i Kim va quedar destrossada. La pobra Kim va haver d'identificar el cos. Va ser un malson horrible per a ella. Jo mai m'he recuperat de la pèrdua, i no crec que Kim ho hagi fet tampoc."
Més tard, va tenir una llarga relació amb el proveïdor de peces d'avions John Jackson. Va donar a llum la seva filla, Kimberly Richards, el 1995.
Richards ha lluitat contra l'alcoholisme. Al desembre de 2011, va entrar en rehabilitació, i ho va deixar a principis de gener de 2012. En un episodi de The Real Housewives of Beverly Hills, Kim va ser acusada de consumir mentamfetamina de cristall per la seva companya en la sèrie Brandi Glanville; Kim es va molestar molt, però era perquè estava prenent una combinació de medicaments prescrits que tenien efectes similars a estar embriac. Poc després, va admetre ser alcohòlica. Va admetre que havia estat en rehabilitació dues vegades abans.
Actualment resideix a Los Angeles.

## Filmografia
| Any                         | Títol                                                 | Paper                                     | Notes                                                       |
| --------------------------- | ----------------------------------------------------- | ----------------------------------------- | ----------------------------------------------------------- |
| 1970–1971                   | Nanny i el professor                                  | Prudence Everett                          | 54 episodis                                                 |
| 1971                        | The Strange Monster of Strawberry Cove                | Chica                                     | Telefilm                                                    |
| 1971–1976                   | Walt Disney's Wonderful World of Color                | Noia, Daphne 'Daffy' Fernald, Sara, Leroy | 5 episodis                                                  |
| 1972                        | Federal Bureau of Investigation                       | Barbie Ghormley                           | 1 episodi, "Dark Christmas"                                 |
| 1972                        | Nanny i el professor                                  | Prudence Everett                          |                                                             |
| 1973                        | Nanny and the Professor and the Phantom of the Circus | Prudence Everett                          |                                                             |
| 1973                        | The Picture of Dorian Gray                            | Beatrice (com a nena)                     | Telefilm                                                    |
| 1973                        | Here We Go Again                                      | Jan Standish                              | 13 episodis                                                 |
| 1973                        | Alvin the Magnificent                                 |                                           | Telefilm                                                    |
| 1973–1977                   | ABC Afterschool Specials                              | Missey, Minnow                            | 2 episodis                                                  |
| 1974                        | Police Story                                          | Melanie                                   | 1 episodi, "The Wyatt Earp Syndrome"                        |
| 1974                        | The New Temperatures Rising Show                      | Nena petita                               |                                                             |
| 1974                        | Little House on the Prairie                           | Olga Nordstrom                            | 1 episodi, "Town Party-Country Party"                       |
| 1974                        | Benjamin Franklin                                     | 1 episodi, "The Whirlwind"                |                                                             |
| 1974                        | Return of the Big Cat                                 | Amy McClaren                              | Telefilm                                                    |
| 1974                        | Emergency!                                            | Melissa                                   | 1 episodi, "How Green Was My Thumb?"                        |
| 1975                        | The Streets of San Francisco                          | Julie Todd                                | 1 episodi, "River of Fear"                                  |
| 1975                        | Medical Story                                         |                                           | 1 episodi, "Million Dollar Baby"                            |
| 1975                        | Escape to Witch Mountain                              | Tia Malone                                | Gran pel·lícula                                             |
| 1976                        | Sara                                                  | Maude                                     | 1 episodi, "Code of the West"                               |
| 1976                        | The Rockford Files                                    | Marin Rose Gaily                          | 1 episodi, "The Family Hour"                                |
| 1976                        | Raid on Entebbe                                       | Alice                                     | Telefilm                                                    |
| 1976                        | No Deposit, No Return                                 | Tracy                                     |                                                             |
| 1976                        | La dona policia                                       | Kerry McGuire                             | 1 episodi, "Father to the Man"                              |
| 1976                        | Centre mèdic                                          | Penny                                     | 1 episodi, "If Wishes Were Horses"                          |
| 1976                        | Family                                                | Laura Richardson                          | 1 episodi, "Monday is Forever"                              |
| 1976                        | Special Delivery                                      | Juliette                                  |                                                             |
| 1976                        | Assalt a la comissaria del districte 13               | Kathy                                     | Pel·lícula independent                                      |
| 1977                        | Police Story                                          | Melanie                                   | 1 episodi, "Stigma"                                         |
| 1977                        | L'assassí invisible (The Car)                         | Lynne Marie Parent                        |                                                             |
| 1977–1978                   | James at 15/16                                        | Sandy Hunter                              | 21 episodis                                                 |
| 1978                        | Return from Witch Mountain                            | Tia Malone                                |                                                             |
| 1978                        | Project UFO                                           | Amy Formen                                |                                                             |
| 1978                        | Devil Dog: The Hound of Hell                          | Bonnie Barry                              | Telefilm                                                    |
| 1979                        | Hizzonner                                             | Jamie                                     | 1 episodi, "Mizzonner"                                      |
| 1979                        | Fantasy Island                                        | Rebecca                                   | 1 episodi, "Cornelios and Alphonse/The Choice"              |
| 1979                        | Diff'rent Strokes                                     | Ruthie Alder                              | 3 episodis                                                  |
| 1979–1980                   | Hello, Larry                                          | Ruthie Alder                              | 35 episodis                                                 |
| 1980                        | Kraft Salutes Disneyland's 25th Anniversary           | Ella mateixa                              | Especial per a televisió                                    |
| 1981                        | Why Us?                                               | Holly Sanborn                             | Curt per a televisió                                        |
| 1982                        | The Love Boat                                         | Gail, Lilian Gerbert                      | 1 episodi, "Command Performance/Hyde and Seek/Sketchy Love" |
| 1982                        | Xips                                                  | Sheila                                    | 1 episodi, "Tight Fit"                                      |
| 1982                        | Alice                                                 | Lisa                                      | 2 episodis                                                  |
| 1982                        | Magnum, P.I.                                          | Carrie Reardon                            | 1 episodi, "Mixed Doubles"                                  |
| 1983                        | Lottery!                                              | Valerie                                   |                                                             |
| 1983                        | Els Dukes de Hazzard                                  | Nancylou                                  | 1 episodi, "Cooter's Girl"                                  |
| 1984                        | Mississipi                                            | 1 episodi, "Informed Consent"             |                                                             |
| 1984                        | Meatballs Part II                                     | Cheryl                                    |                                                             |
| 1985                        | Tuff Turf                                             | Frankie Croyden                           |                                                             |
| 1990                        | Escape                                                | Brooke Howser                             |                                                             |
| 2002                        | The Blair Witch Mountain Project                      | Tia Malone                                | Curt per a televisió                                        |
| 2006                        | El lament de la serp negra                            | Sandy                                     |                                                             |
| 2009                        | Race to Witch Mountain                                | Tina                                      |                                                             |
| 2010–2017, 2019–2020, 2022– | The Real Housewives of Beverly Hills                  | Ella mateixa                              | 134 episodis                                                |
| 2013                        | Stars in Danger                                       | Ella mateixa                              | Especial per a televisió                                    |